# Río Yi
Le río Yí est un cours d'eau qui s'écoule au centre de l'Uruguay. Elle débouche sur le río Negro, sur sa rive gauche, après un long cours de 210 km. Le río Yí et la rivière  Tacuarembó  sont les deux principaux tributaires du río Negro, un des plus grands affluents de rive droite du fleuve Uruguay.

## Description

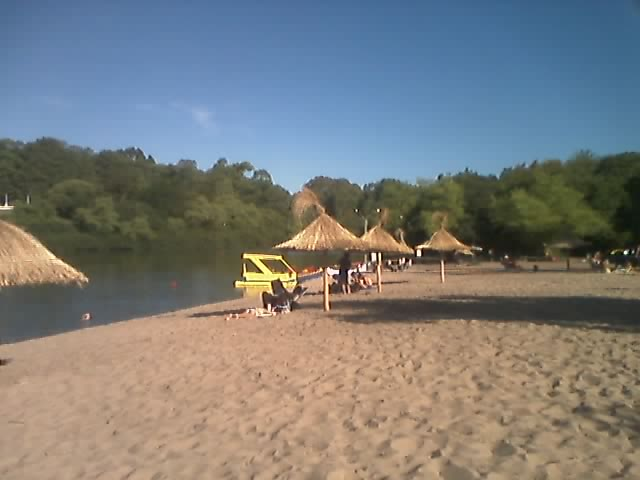
Playa El Sauzal sur le río Yí aux abords de Durazno.

Le río Yi est dans tout son parcours une rivière ayant cours en Uruguay, traversant trois départements de l'intérieur du pays, Florida, Durazno et Flores. Elle nait près du Cerro Chato, dans les environs de l'arroyo del Cordobés, dans le flanc occidental de la Cuchilla Grande à une altitude comprise entre 200 et 300 m. Depuis son lieu de source, son cours se dirige vers le Sud, puis trace une large courbe en direction de l'Ouest après avoir quitté la zone des collines de la cuchilla de Durazno, une des grandes ramifications occidentales de la cuchilla Grande. 
Le río Yi sert de limite administrative entre les départements de Florida au sud, et de Durazno au nord, et, à l'endroit où les limites départementales se croisent, un pont historique unit les deux départements au site du Pont du Roi (en espagnol : el Puente del Rey). Le río Yí poursuit sa direction vers l'Ouest tout en chevauchant la limite interdépartementale entre le Flores au sud, et le Durazno au nord. C'est dans ce dernier qu'elle achève sa course jusqu'à son embouchure dans le río Negro en rejoignant ses eaux sur sa rive gauche. 
Les précipitations moyennes annuelles sur tout son bassin collecteur sont de 1 262 mm. Le potentiel d'évapotranspiration moyenne est de l'ordre de 1 073 mm par an, tandis que le ruissellement moyen annuel s'établit à 422 mm. Son cours est sujet à des inondations du fait de précipitations exceptionnelles. Bien que, pendant son parcours amont, elle s'écoule  sur un terrain accidenté de 130 km de côtes, son cours est ralenti par les nombreuses sinuosités que forment les méandres, sa faible pente et plusieurs rétrécissements.
Cette rivière, qui s'écoule sur tout son parcours dans des terrains cristallins, traverse bien avant son embouchure avec le río Negro une sorte de couloir étroit de 10 mètres de largeur, formé par des roches basalte, au site de El Boquerón del Yi. Tout le long de son cours, la Yí reçoit de nombreux affluents formant un bassin hydrographique  approximatif de 13 580 km2, ce qui en fait le principal tributaire de rive droite du río Negro dont le bassin versant s'étend sur une surface de 68 217 km2, soit plus du tiers de la superficie totale de l'Uruguay.

## Villes traversées
Le río Yí arrose trois villes dans son parcours qui sont, d'est en ouest, Sarandí del Yí, Polanco del Yí et surtout  Durazno, la capitale du département éponyme. Sur sa rive gauche, à Durazno, une plage naturelle, la Playa El Sauzal, qui est recouverte de fins sables blancs, est devenue un site de loisirs et d'attraction touristique.
La population totale du bassin de le río Yí est estimée à 78 000 habitants.

## Affluents
Le río Yi est alimentée par des eaux d'origine fluviale, pluviale et souterraine. Ses principaux affluents sur sa rive gauche sont les arroyos Illescas, Mansavillagra, Castro et Maciel. Sur sa rive droite se trouvent l'arroyo Antonio Herrera et l'arroyo Tomás Cuadra.

## Étymologie
L'origine du nom Yí provient de l'idiome guaraní, de î,  eau, et yî, dur, rugueux, serré, résistant : rivière  qui ne se raccourcit pas, « rivière spacieuse ou abondante » (Giuffra).